# Armin Schäfer (Politikwissenschaftler)
Armin Schäfer (* 1975) ist ein deutscher Politikwissenschaftler.

## Leben
Schäfer studierte Politikwissenschaft, Volkswirtschaftslehre und Friedens- und Konfliktforschung an der Philipps-Universität Marburg und der University of Kent und schloss das Studium im Jahr 2000 als Diplom-Politologe ab. Von 2001 bis 2004 war er Doktorand am Max-Planck-Institut für Gesellschaftsforschung in Köln und wurde 2004 an der Universität Bremen promoviert. Für seine Dissertation erhielt er 2005 die Otto-Hahn-Medaille der Max-Planck-Gesellschaft. Bis 2014 arbeitete Schäfer als wissenschaftlicher Mitarbeiter am Max-Planck-Institut für Gesellschaftsforschung und wurde nach seiner Habilitation an der Universität Heidelberg  im selben Jahr zum Professor für Politikwissenschaft (W2) mit dem Schwerpunkt „International Vergleichende Politische Ökonomie“ an der Universität Osnabrück berufen. Seine Habilitationsschrift wurde 2017 durch die Demokratie-Stiftung der Universität zu Köln mit dem Stiftungspreis ausgezeichnet. Von 2018 bis 2022 war Schäfer Professor für Politikwissenschaft (W3) mit dem Schwerpunkt Vergleichende Politikwissenschaft an der Universität Münster. Zum Sommersemester 2022 wechselte er an die Johannes Gutenberg-Universität Mainz. Von 2018 bis 2021 war er Vorsitzender der Deutschen Vereinigung für Politikwissenschaft (DVPW), nachdem er dieses Amt von 2015 bis 2016 bereits kommissarisch geführt hatte.
Seine Forschungsschwerpunkte liegen an der Schnittstelle von Vergleichender Politischer Ökonomie und empirischer Demokratieforschung.

## Schriften (Auswahl)
- Die neue Unverbindlichkeit. Wirtschaftspolitische Koordinierung in Europa. Frankfurt am Main 2005, ISBN 3-593-37880-9.
- Der Verlust politischer Gleichheit. Warum die sinkende Wahlbeteiligung der Demokratie schadet. Frankfurt am Main 2015, ISBN 3-593-50198-8.
- mit Michael Zürn: Die demokratische Regression. Die politischen Ursachen des autoritären Populismus. Berlin 2021, ISBN 978-3-518-12749-0.